# Joseph Đặng Đức Ngân
Joseph Đặng Đức Ngân (Hanoi, 16 giugno 1957) è un arcivescovo cattolico vietnamita, dal 24 maggio 2025 arcivescovo metropolita di Huê.

## Biografia
Joseph Đặng Đức Ngân è nato il 16 giugno 1957 nella capitale Hanoi.

### Formazione e ministero sacerdotale
Nel 1981 ha iniziato il suo percorso di studi religiosi entrando nel seminario maggiore San Giuseppe di Hanoi fino al 1987 quando è stato ordinato presbitero dal cardinale Joseph-Marie Trịnh Văn Căn l'8 dicembre.
Dopo l'ordinazione sacerdotale è stato parroco delle parrocchie di Thượng Thụy e di Cổ Nhuế fino al 1994, quando è stato inviato a Roma per studiare presso la Pontificia università urbaniana, dove ha conseguito il dottorato in diritto canonico nel 1999.
Tornato in patria, è stato segretario dell'arcivescovo dal 1999 al 2002, professore presso il seminario maggiore San Giuseppe di Hanoi fin dal 1999 e segretario della Conferenza Episcopale dal 2000, nonché vicario episcopale dal 2001 al 2003. Dal 2003 è stato parroco della cattedrale di San Giuseppe e vicario generale dell'arcidiocesi.

### Ministero episcopale

Stemma vescovile.

Il 12 ottobre 2007 papa Benedetto XVI lo ha nominato vescovo di Lạng Sơn e Cao Bằng. 
Ha ricevuto l'ordinazione episcopale il 3 dicembre seguente per imposizione delle mani dell'arcivescovo Joseph Ngô Quang Kiệt.
Dopo otto anni e mezzo, il 12 marzo 2016, papa Francesco lo ha trasferito alla sede di Đà Nẵng.
Ha preso possesso della diocesi il 12 aprile 2016.
In seno alla Conferenza episcopale del Vietnam è stato eletto presidente del comitato per la cultura in sostituzione del vescovo Joseph Vũ Duy Thống, morto il 1º marzo 2017, e rieletto per i due mandati successivi del triennio 2019-2022 e 2022-2025.
Il 21 settembre 2023 papa Francesco lo ha nominato arcivescovo coadiutore di Huê.
Il 24 maggio 2025 è succeduto alla medesima sede.

## Genealogia episcopale
La genealogia episcopale è:
- Patriarca Eliya XII Denha
- Patriarca Yukhannan VIII Hormizd
- Vescovo Isaie Jesu-Yab-Jean Guriel
- Arcivescovo Augustin Hindi
- Patriarca Yosep VI Audo
- Patriarca Eliya XIV Abulyonan
- Patriarca Yosep Emmanuel II Thoma
- Vescovo François David
- Arcivescovo Antonin-Fernand Drapier, O.P.
- Arcivescovo Pierre Martin Ngô Đình Thục
- Vescovo Michel Nguyễn Khắc Ngữ
- Vescovo Jean Baptiste Bùi Tuần
- Arcivescovo Joseph Ngô Quang Kiệt
- Arcivescovo Joseph Đặng Đức Ngân